# 독일 장갑함 그라프슈페

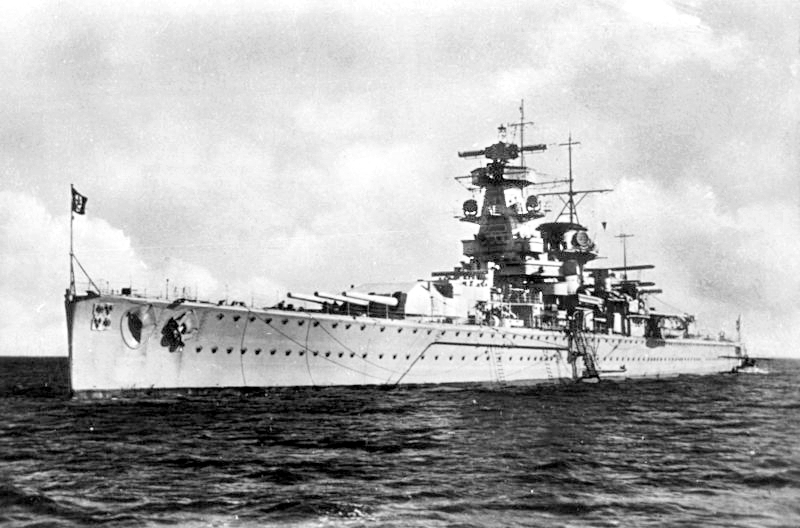

그라프슈페(Die Admiral Graf Spee)는 도이칠란트급 장갑함의 3번함이다. 이 배는 독일 해군이 1차대전 이후 처음으로 베르사유 조약의 군비제한조항의 범위 내(배수량 1만톤 이하)로 맞추면서도 강력한 군함으로 건조한 배이다. 취역은 1936년. 영국 해군은 이들 군함을 덩치는 작지만 강력하다고 인정하며 포켓 전함이라고 불렀다.
함명은 막시밀리안 폰 슈페 제독에서 따왔다. 그는 제1차 세계대전에서 칭다오를 근거지로 한 동양함대 사령관이었다. 기타 그라프슈페라 불리는 배 중엔 제1차 세계대전 중에 미완성으로 끝났던 마켓젠급 순양전함 4번함이 있다.

## 함력
1932년 10월 1일 빌헬름스하펜 해군공창에서 기공. 1934년 6월 30일 진수식을 가졌다. 함명은 슈페 제독의 손녀가 붙였다. 1936년 1월 6일 취역하고 대서양에서 수 개월에 거친 숙련훈련을 가졌다. 이듬해 5월 20일에 조지 6세 대관기념 관함식에 참가하여 일본의 아시가라나 프랑스 해군의 됭케르크 등과 같이 각국 해군의 주목을 끌었다.
그라프슈페는 제2차 세계대전의 개전 후 통상파괴작전에 종사하며 1939년 9월 30일을 기점으로 남대서양이나 인도양에서 많은 상선을 침몰시켰다. 이에 대해 연합국은 대서양에 일곱, 인도양에 하나로 총세 전함 3척, 항모 4척, 순양함 16척의 대책부대를 편성하여 통상파괴함을 수색했다. 12월 6일 그라프슈페의 함장은 야간조명훈련을 실시했고 이것을 무등화 상태의 함선이 목격하지만 함장은 알아채지 못한다.
1939년 12월 13일 그라프슈페는 영국 해군 G부대의 주요함인 중순양함 엑세터(HMS Exeter, 20cm포 장비), 경순양함 에이잭스(HMS Ajex, 15.2cm포 장비), 경순양함 아킬리스(HMS Achillies, 15.2cm포 장비) 3척에게 포착되어 라플라타 해전이 발발한다. 이 전투에서 그라프슈페의 손해는 비교적 경미했지만 겨울철 북대서양의 격랑에 견디며 본국에 돌아갈 상태는 아니었고 함장인 한스 란돌프(Hans Wilhelm Langsdorff 1894-1939, 착실한 기독교신자로 나치즘 숭배자가 아니었다.)는 가까운 중립국인 우루과이의 몬테비데오항에 함을 퇴각시켰다. 애초부터 이 배는 본국으로부터 군함과의 교전을 금지당하고 있었다. 우루과이는 중립국이라곤 하지만 영국의 영향을 많이 받는 나라로 또 독일 본국에서 우루과이에서 조기철수명령이 내려왔고 수리도 못한채로 절망적인 귀국항해에 나서지 않으면 안되는 상황이었다.
정박기간 중에 영국 해군의 선전방송이나 본국으로부터의 정보에 의해 단독으로는 대항할 수 없는 유력한 함대에게 탈출로가 봉쇄당했다 판단한 란돌프는 우루과이 정부가 제시한 항구 철수기간을 맞이하고 있던 12월 17일에 질게 뻔한 싸움으로 승조원을 위험에 빠트리지 않게 하기 위해 승조원을 독일 상선에 옮겨 태우고 남은 승조원 40명과 함께 그라프슈페를 몬테비데오 항구 밖으로 끌고 나가 자침시켰다.(승조원은 전원 구명보트로 대피) 이 모습은 라디오 실황중계로 전 세계에 방송되었다. 또 독일 본국에선 "자침 시 유감을 가지지말라"고 지시는 있었지만 스스로 자침에 책임을 지고 있던 란돌프는 계류하고 있던 아르헨티나 부에노스아이레스에서 군함기를 몸에 두른채 권총으로 자결했다. 또 그가 아르헨티나 정부와 교섭하던 승조원에 대한 선처도 인정되지 않고 전원 억류당했다.

## 자침 이유
그라프슈페의 자침 이유로는 오래전부터 해오던 선전방송에 의한 적 함대세력의 오인, 탄약부족(사실은 아니다.), 란돌프의 감투정신 결여 등 다양한 설을 고찰해왔는데 전후 약간 시간이 흐르고나서 당시의 승조원이었던 기술장교의 증언에 의해 이 배는 도이칠란트급 장갑함에 공통되는 구조적결함에서 기인하는 손상을 입었다는 것이 명백해졌다. 선박용 디젤연료는 상온에선 점도가 높아서 그대로 기관에 공급할 수 없기 때문에 도이칠란트급 장갑함에선 연료탱크와 기관사이에 중간탱크를 설치하여 일단 연료를 가열시켜 액상화시킨 후에 기관에 보내는 구조로 되어있었다. 특히 고위도저온의 해역에서는 이 연료처리가 필수불가결이었다. 그런데 중간탱크의 보일러에서 증기를 공급하는 파이프의 일부가 비장갑으로 상갑판에 노출되어 있어서 그곳으로 6인치 포탄 한 발이 명중하여 연료처리 시스템이 파괴되고 말았다. 그 결과 풍부한 연료의 대부분은 가열할 수 없어 사용불능이었고 중간탱크에 남아서 처리가 끝난 연료는 16시간 짜리에 지나지 않았고 본국귀환은 물론이요 영국 순양함대와의 지속전투조차 할 수 없는 상태였다. 이러한 도이칠란트급 장갑함의 약점은 군최고기밀이어서 당시엔 공개되지 않았다.
손상개소의 수리에는 약 2주간 걸린다고 여겼는데 72시간 이내로 출항하도록 우루과이 정부가 통고하였고 그라프슈페를 움직일 수 없었던 이 때 우루과이에서의 체류를 허가받지 못한 란돌프 함장은 자침이외엔 선택지가 없었던 것이었다.

## 인양
이 장갑함의 소유권을 지니고 있던 독일 정부의 항의에도 불구하고 수심 8m에 가라앉은 그라프슈페의 잔해를 크레인선의 도움을 빌려 인양하는 작업이 2004년 2월 개시되었다. 이 작업은 민간투자가와 우루과이 정부가 자금부담을 하였다. 이유는 잔해가 선박의 항해에 위험을 주기 때문이었다. 몇 번의 시행착오를 겪은 후 2월 25일에 비교적 커다란 잔해가 처음으로 인양되었다. 그것은 27톤이나 되는 측거의였다. 인양작업은 2007년에 완료될 예정이었는데 2009년 대통령령에 의해 인양작업은 중지되었다.
2006년 2월에는 그라프슈페의 함미에 장식된 하켄크로이츠를 쥐고 날개를 펼친 독수리를 새긴 무게400kg의 주권문장을 건졌다. 이 독수리장은 거의 2m의 크기로 날개를 펼친 길이는 2.8m에 달한다. 이것은 수십만 달러의 가치가 있다고 짐작하고 있다. 2006년 8월 민간 인양회사가 우루과이 정부의 뜻에 반하여 이 나치 심볼을 판매한다는 의지를 발표했을 때 커다란 논쟁을 일으켰다. 네오나치그룹은 관심을 보였고 어떤 자는 300만 달러에 구입할 용의가 있다 표명했다고 프랑크푸르터 룬트셔는 전했다. 타이타닉 인양 다큐멘터리의 감독 제임스 카메론은 인양의 모습을 영상으로 남겼다. 모두 건져올린 후에는 함을 복원해서 몬테비데오시의 국립해사박물관에 전시할 계획이 잡혀있다.

## 같이 보기
- 라플라타 강의 전투

## 참고 자료
- 아시아의 역사자료 센터(공식)

(Ref 13 〈제2차 구주전쟁에서 국제법률문제관련자료(4) 7〉(외무성외교자료관)) 〈애드미럴 그라프쉬페〉호 사건의 연구)
- Starshell" by The Naval Officers Association of Canada; Volume VII, Number 34, Spring 2006
- 더들리 밥 《라플라타 해전 그라프쉬페호의 최후》우치후지 이치로 譯, 하야가와 쇼보, 1978년, ISBN 4-15-050031-2
- 사케이 산젠쇼《라플라타 해전》 출판협동사, 1985년, ISBN 4-87970-040-1
- 고든 윌리엄슨 《세계의 군함 일러스트레이데트 2 독일 해군의 포켓전함 1939-1945》 가라자와 에이치로 譯, 대일본회화, 2005년, ISBN 978-4-499-22899-2